# DQS
 sa sedištem u Frankfurtu na Majni je holding kompanija, članica svetske grupacije DQS. Grupacija DQS vrši ocenjivanja i sertifikacije sistema menadžmenta i procesa svih tipova.

## Istorija
Kompanija DQS je osnovana 1985. u Frankfurtu na Majni i bila je prvo nemačko sertifikaciono telo. Cilj osnivača partnera, DGQ (Nemačko udruženje za kvalitet) i DIN (Nemački institut za standardizaciju), prvenstveno je bio da se unapredi nemačka ekonomija. Osnivanje se poklopilo sa objavljivanjem prvog nacrta ISO 9000 – serije standarda, koja je obuhvatala i danas najvažniji svetski standard kvaliteta: ISO 9001.
Godine 1986. DQS postaje prvo sertifikaciono telo u Nemačkoj koje izdaje sertifikat o usaglašenosti sa ISO 9001. Nakon integracije DQS-a sa odeljenjem Management Systems Solutions (MSS), Američkog tela za sertifikaciju proizvoda, Underwriters Laboratories Inc., u martu 2008, grupacija DQS-UL postaje jedna od najvećih svetskih kompanija koje pružaju usluge sertifikacije. U junu 2015. kompanija je promenila ime u DQS Grupa.

## Korporativna organizacija
ima više od 80 predstavništava u više od 60 zemalja. Ona čine mrežu za realizaciju međunarodnih projekata. Grupacija DQS trenutno ima oko 20.000 sertifikovanih klijenata u skoro svim oblastima poslovanja, sa oko 58.000 sertifikovanih lokacija u preko 130 zemalja. Kompanija zapošljava oko 2.800 ljudi, od kojih su njih 2.500 proveravači. Među najvećim kompanijama unutar grupacije su DQS Inc. (SAD), DQS do Brasil Ltd., DQS Japan, DQS Medical Devices GmbH i DQS GmbH (obe u Nemačkoj). Od kraja 2010. Grupacija ima kancelarije koje se nalaze u 60 zemalja.

### u Nemačkoj
Sa DQS Centralom koja se nalazi u Frankfurtu na Majni i ostalim kancelarijama u Berlinu, Hamburgu i Štutgartu, DQS GmbH pokriva sve poslovne aktivnosti cele grupacije u Nemačkoj. Sa preko 200 zaposlenih i oko 800 proveravača, DQS GmbH je najveća kancelarija DQS Holding GmbH.

## Poslovne aktivnosti
Grupacija nudi usluge ocenjivanja unutar različitih sektora industrije za korporativne ili zahteve karakteristične za određenu granu, kao i sertifikacije za više od 100 nacionalno i internacionalno priznatih standarda i specifikacija. Među najvažnijim oblastima i standardima su:
- (Kvalitet)
- (Zaštita životne sredine)
- ,  (Bezbednost i zaštita zdravlja na radu)
- (Automobilska industrija)
- (Menadžment energijom)
- (Bezbednost informacija)
- (Menadžment IT uslugama)
- (Medicinska sredstva)
- (Železnica)
- (Vazduhoplovna industrija)

Pored ovih oblasti, pitanja kao što su sistemi upravljanja rizicima, održivost, upravljanje energijom koje se zasniva na nemačkom zakonu o obnovljivim izvorima energije, obrazovanje, sistemi privatnosti i poslovne veštine postaju sve važniji u okviru usluga sertifikacije. Ostale važne oblasti su usluge u oblasti zdravstvene i socijalne zaštite.

## Pristup
Grupacija ima poseban pristup: usluge ocenjivanja uglavnom pružaju spoljni proveravači po osnovu honorara. Proveravači obično rade u oblasti poslovanja koju ocenjuju. Ova kombinacija sertifikacije i stručnog znanja, praktičnog i naučnog iskustva ima za cilj da obezbedi najaktuelnije, najsavremenije ocenjivanje u određenom sektoru poslovanja.

## Mreža
je potpisnica povelje i punopravna članica međunarodne mreže za sertifikaciju IQNet Association koja je osnovana 1990. Glavni cilj današnje svetske mreže od 36 članica jeste međusobno priznavanje sertifikata izdatih od strane kompanija članica.